# Desant morski

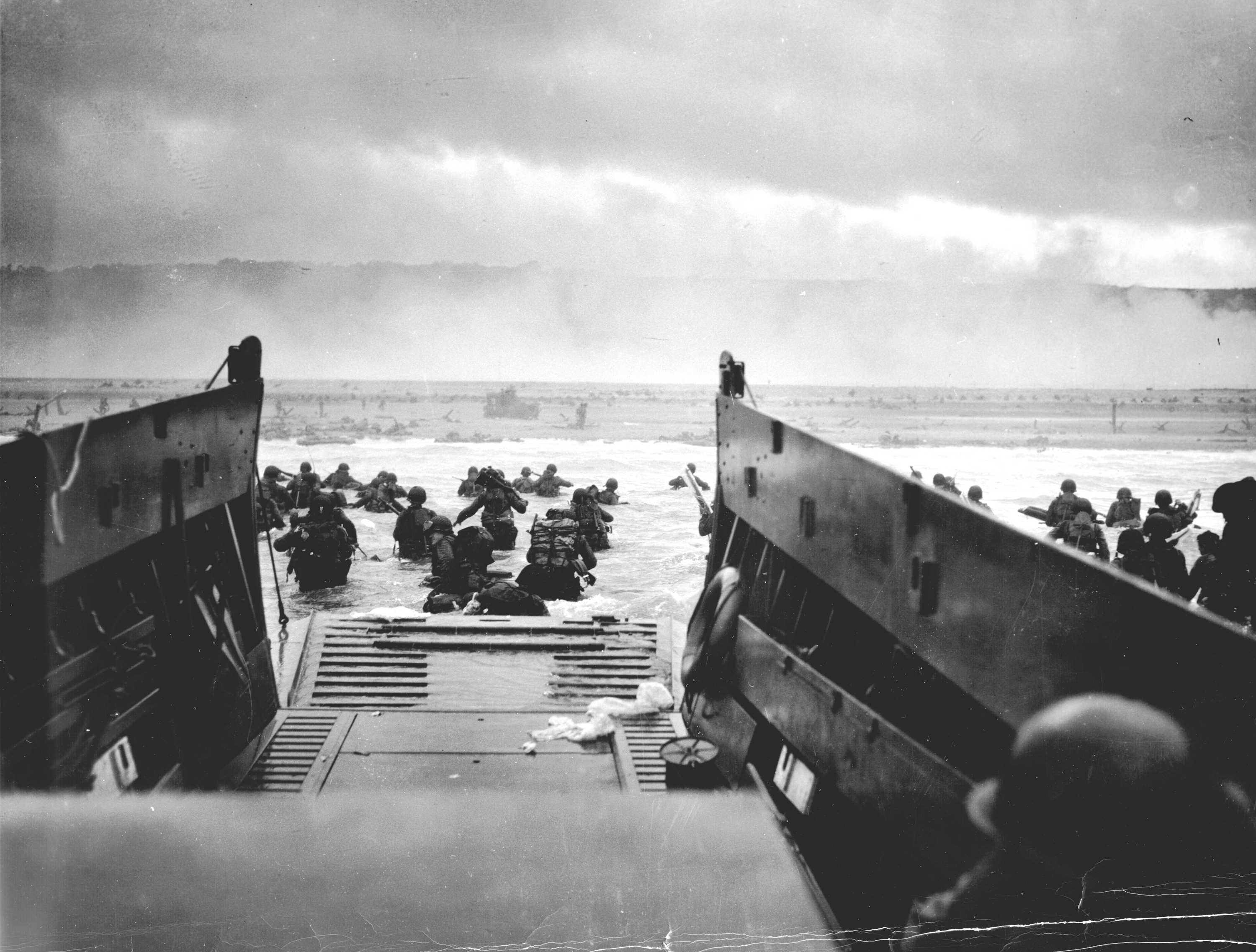
Lądowanie w Normandii, największy desant morski w historii.

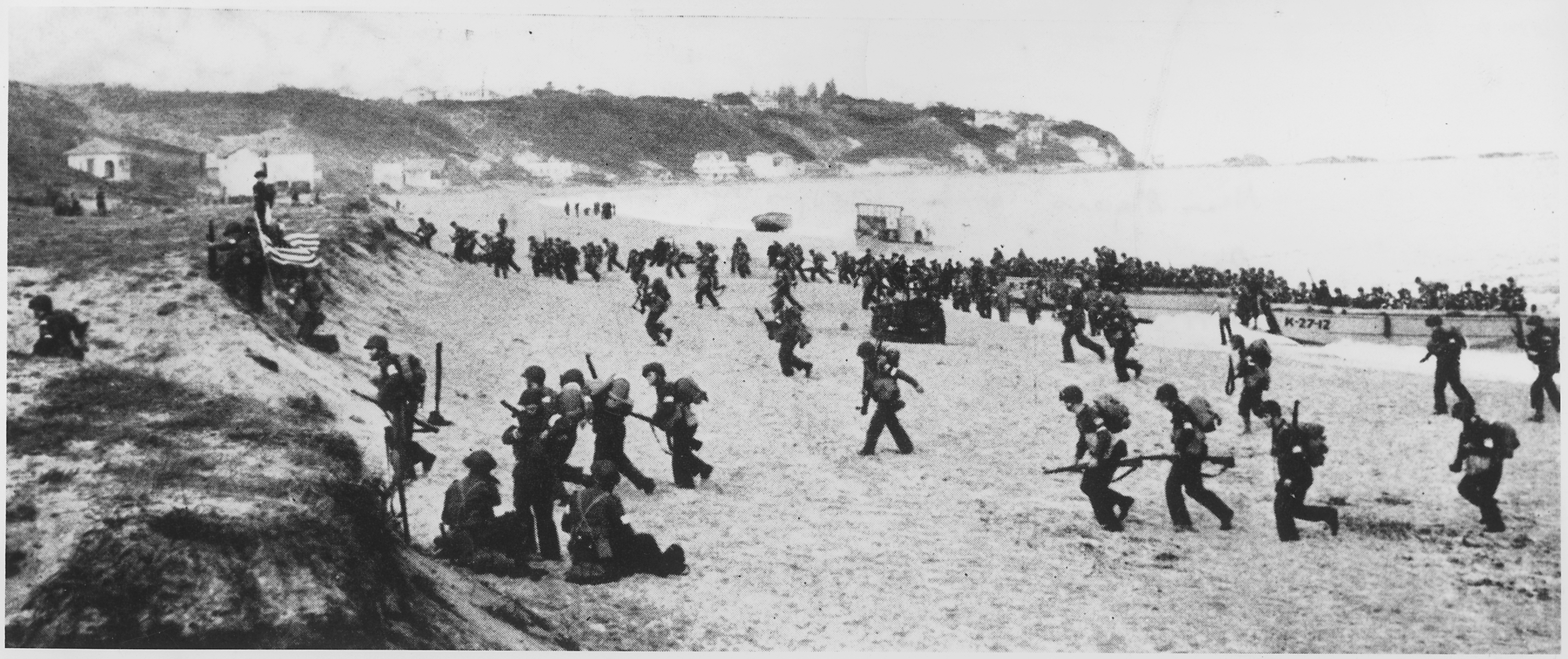
Desant morski w trakcie operacji Torch

Desant morski – rodzaj desantu przeprowadzanego jednostkami transportowanymi drogą morską w celu zajęcia odcinka wybrzeża bronionego przez przeciwnika. Do przeprowadzania tego typu operacji angażowane są najczęściej jednostki wojsk lądowych lub piechoty morskiej. Mianem desantu morskiego określa się również wydzielone, odpowiednio przygotowane siły i środki marynarki wojennej lub wojsk lądowych przeznaczone do wykonywania tego typu zadań.

## Działania desantowe
Morskie działania desantowe są operacjami wojskowymi prowadzonymi z morza przez siły marynarki wojennej i siły desantowe zaokrętowane na okrętach lub innych statkach. Ich zasadniczym celem jest wysadzenie oddziałów na zajmowany i broniony przez przeciwnika brzeg morski i wykonanie powierzonego zadania.
Działania desantowe z morza są prowadzone połączonym wysiłkiem większości klas okrętów, czasem statków, lotnictwa i sił desantowych przeciwko siłom przeciwnika na wybrzeżu. Działania te są najbardziej złożonymi spośród operacji połączonych.
Siły desantowe zapewniają mobilność strategiczną i manewrowość operacyjną, jak również elastyczność polityczną i militarną. Pomimo że ich działania mogą być ograniczane ze względów geograficznych lub hydrologicznych, siły desantowe przygotowane na morzu stanowią poważny problem dla przeciwnika, który zmuszony jest rozproszyć swoje siły, aby bronić wszystkich dogodnych do lądowania odcinków wybrzeża, bądź też utrzymywać większe odwody. Otrzymując przetworzone, aktualne dane z rozpoznania, siły desantowe wykorzystują element zaskoczenia i słabe punkty przeciwnika poprzez wykorzystanie odpowiedniego typu oraz ilości sił we właściwym czasie i miejscu. Dlatego też, siły zaokrętowane stanowią zasadniczy element sił desantowych. Ich użycie pozwala, w zależności od szczegółowych celów, osiągać efekty w skali taktycznej, operacyjnej lub strategicznej.

## Zadania desantu morskiego
Podstawowe:
- opanowanie odcinków wybrzeża morskiego
- uchwycenie przyczółków oraz rozwinięcie natarcia w głąb obrony przeciwnika

Ponadto:
- niedopuszczenie do podejścia w rejon walki odwodów przeciwnika;
- opanowanie pojedynczych punktów bazowania sił morskich przeciwnika bądź ważnych obiektów na jego wybrzeżu;
- odcięcie dróg zaopatrywania;
- opanowanie pojedynczych wysp lub cieśnin;
- opanowanie określonej rubieży (obiektu) w głębi obrony przeciwnika;
- opanowanie i utrzymanie przepraw wodnych lub węzłów dróg do czasu podejścia wojsk lądowych.

## Sposoby desantowania
- brzeg–brzeg[4]:

sposób uznawany za podstawowy; załadunek sił i środków realizowany jest na własnym brzegu bez przeładowania ich na inne środki, a desantowanie następuje na brzegu bronionym przez przeciwnika; z etapu przejścia morzem bezpośrednio przystępuje się do desantowania, bez potrzeby wyznaczania rejonów przeładunkowych. Wadą tego sposobu jest narażenie na zniszczenie środków desantowych, które podpływają w zasięg oddziaływania środków ogniowych przeciwnika;
- port–port[4]:

załadunek na środki desantowe i transportowe następuje we własnych portach, a wysadzenie sił i środków w portach bronionych przez przeciwnika; ten sposób wymaga lądowania pierwszej fali desantu w porcie i opanowania przez nią urządzeń portowych;
- okręt–brzeg[6]:

załadunek sił desantu na okręty transportowe następuje w rejonie przeładunku i przesadzenie ich fałami na środki desantowe. Środki desantowe po wysadzeniu I fali na brzeg, wracają po następne fale;
- kombinowany[7]:

polega na zastosowaniu wielu sposobów.

## Rodzaje działań desantowych z morza
Atak

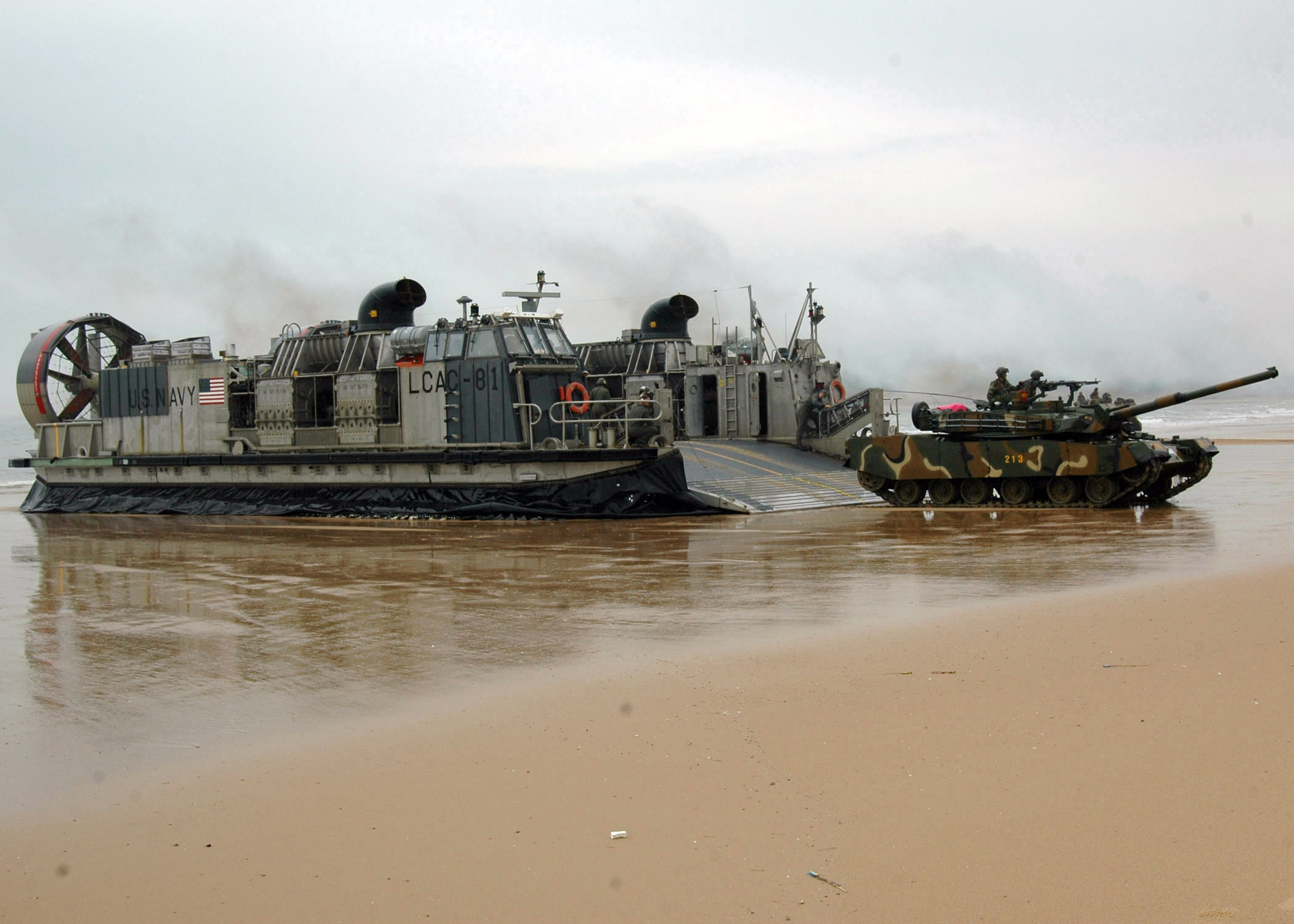
Południowokoreański czołg K1 Rokit desantowany z poduszkowca LCAC

- Jest to główny rodzaj działań desantowych, wymagający wysadzenia sił na wrogim lub potencjalnie wrogim brzegu. Działania te wymagają szybkiego umocnienia się na obcym terenie i przez to różnią się od działań prowadzonych na lądzie pod względem organizacyjnym i technicznym.

Wycofanie
- Jest to rodzaj działań desantowych polegający na wycofaniu sił z wrogiego lub potencjalnie wrogiego brzegu przy użyciu okrętów i statków.

Demonstracja
- Jest to rodzaj działań prowadzonych w celu zmylenia przeciwnika poprzez zademonstrowanie działania sił własnych w taki sposób, aby przeciwnik podjął przedsięwzięcia odbiegające od jego wariantu działania. Demonstracja może mieć na celu wprowadzenie w błąd przeciwnika, zmylenie co do zamiaru działania sił własnych, pokaz możliwości potencjału wojsk własnych w celu związania sił przeciwnika w pożądanym miejscu, utrzymywania przeciwnika w niepewności.

Rajd
- Lądowanie z morza na pozycje przeciwnika rozmieszczone na brzegu, związane z szybkim wtargnięciem lub czasowym zajęciem obiektu, a następnie przejściem do planowego wycofania. Rajd może być przeprowadzony w celu: zadania strat, zdobycia informacji, działań dywersyjnych, ewakuacji ludzi lub sprzętu.